# Lười biếng

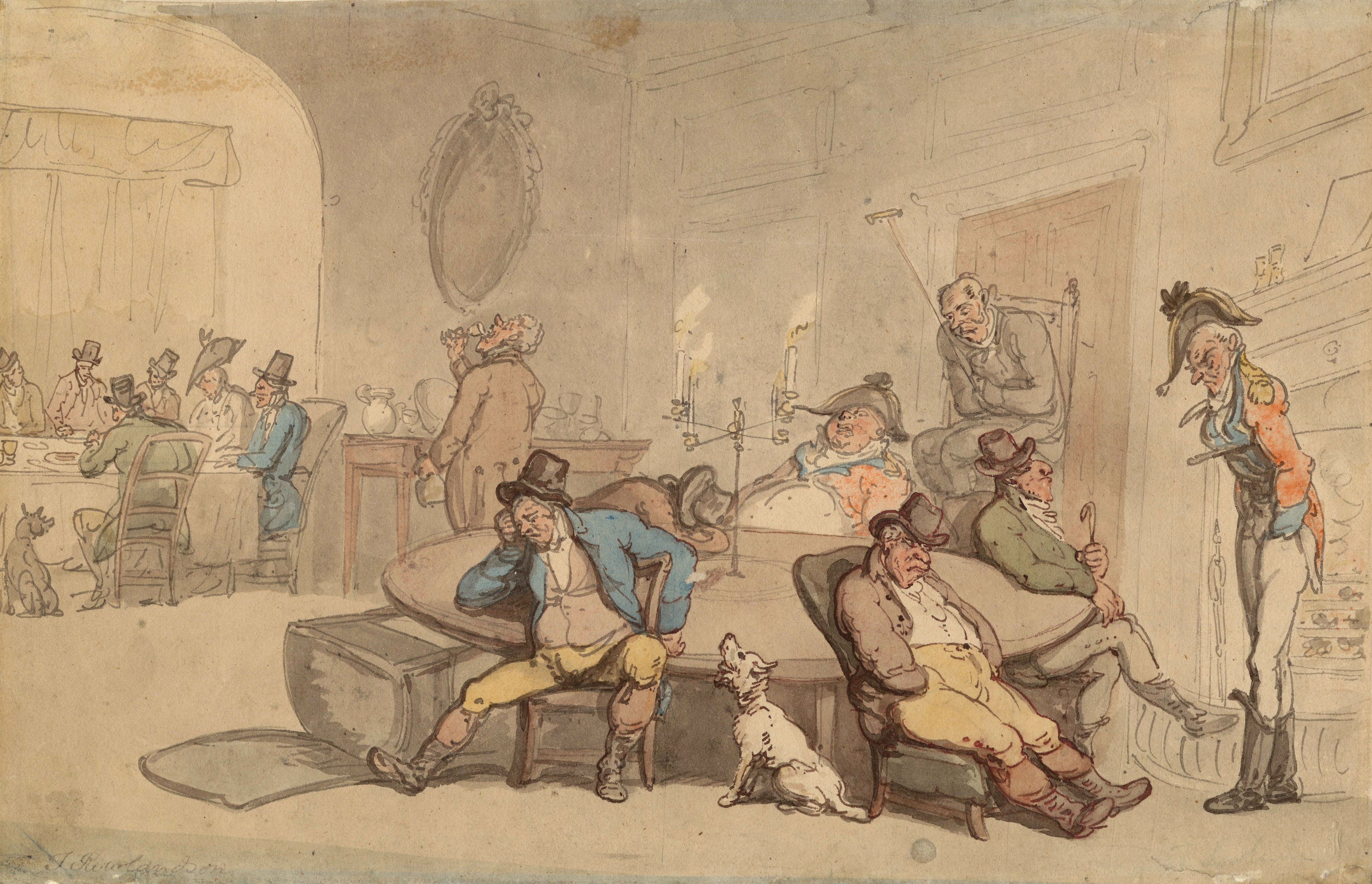
Scene in club lounge (tạm dịch: Cảnh trong câu lạc bộ), tranh của Thomas Rowlandson

Lười biếng (tiếng Anh: laziness hay indolence) là trạng thái chán nản, không muốn làm một việc gì. Từ này thường được sử dụng với nghĩa tiêu cực, ví dụ như để chỉ những người có lối sống ít vận động và làm việc.